# Стугна
Сту́гна (устар. Всту́гна, Востугна; укр. Стугна) — река на территории Киевской области Украины, правый приток Днепра, впадает в Каневское водохранилище на высоте 91 м над уровнем моря. Длина реки — 68 км, уклон — 1,7 м/км, площадь водосборного бассейна — 785 км². Протекает по Приднепровской возвышенности. Средняя ширина русла в среднем течении 10 м, долины — 2,5 км. На берегах Стугны расположены города Васильков, Обухов и Украинка.

## Происхождение названия
Согласно народному преданию, однажды Никита Кожемяка впряг в огромный плуг змея и вспахал землю, в результате чего создалась борозда, с краёв от которой образовались Змиевы валы на притоках Днепра. При этом змей, на котором пахал Кожемяка, добрался до реки и, истощённый, начал неистово пить воду. После долгого утоления жажды он якобы застонал и издох, и с тех пор река, из которой он пил, носит название Стугна (от укр. стогнати — стонать). По другой версии, название происходит от стона раненых воинов, оборонявших рубежи Руси на Змиевых валах от степных кочевников.

## История
Со времён Владимира Великого Стугна играла роль второго после реки Рось оборонительного рубежа Киева от набегов степных кочевников. Крепостями, входившими в Стугнинскую оборонительную линию, были Васильков, Заречье, Тумащь, Триполье и другие.
Имя реки Стугны получило широкую известность из-за произошедшей 26 мая 1093 года на правом её берегу битвы между войском русских князей и половцами, закончившееся поражением русских князей.
От Андрусовского перемирия (1667 год) до Первого раздела Речи Посполитой (1772 год) по Стугне проходила граница России и Речи Посполитой.
До постройки Трипольской ГРЭС Стугна сливалась с рекой Красной, но затем для Стугны было прорыто новое устье. Ширина реки возросла до 50—60 метров, что создает благоприятные условия для судоходства, водного отдыха и рыбной ловли.